# 방형구

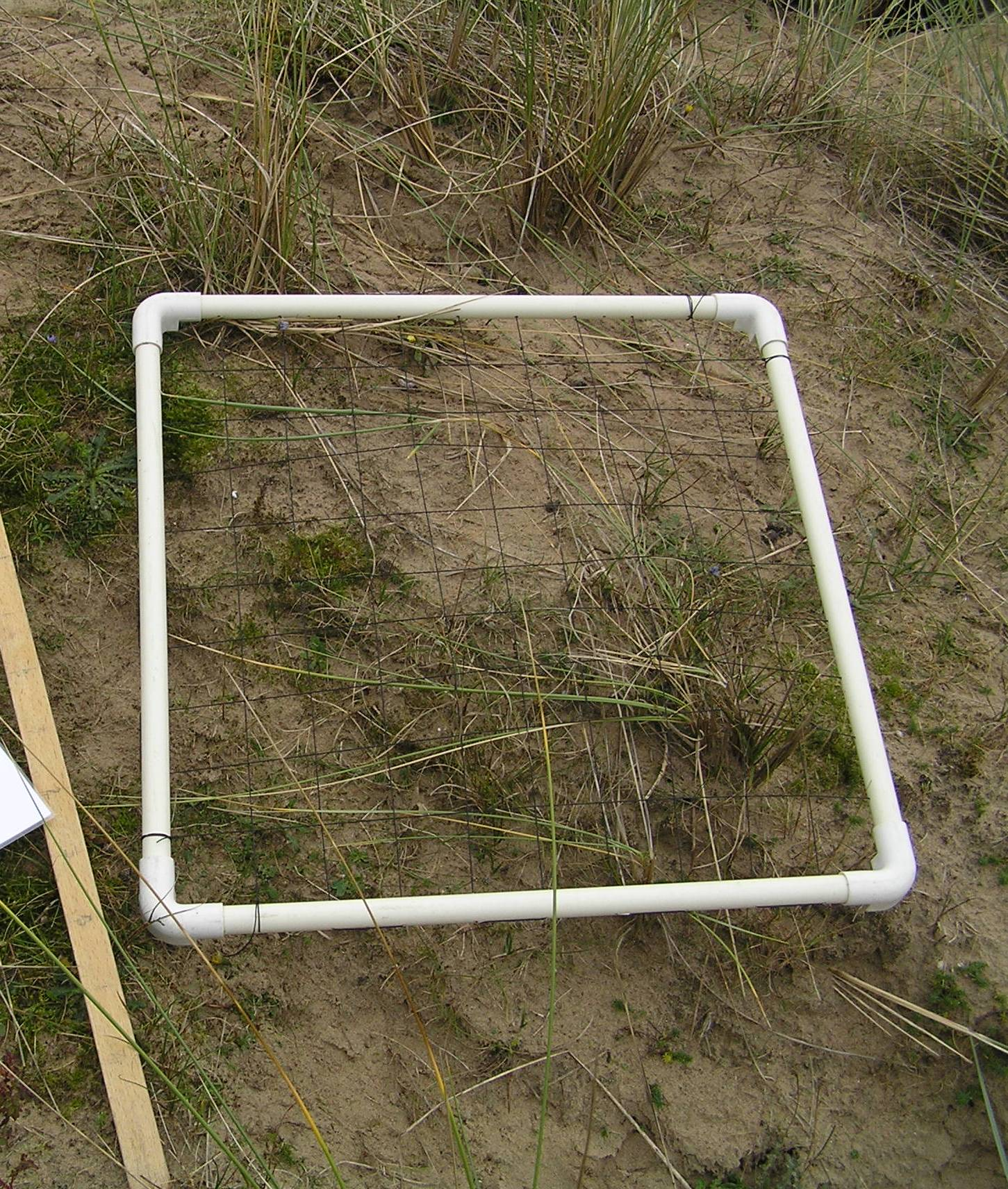
특정 종의 피복률을 측정하는 데 사용되는 방형구

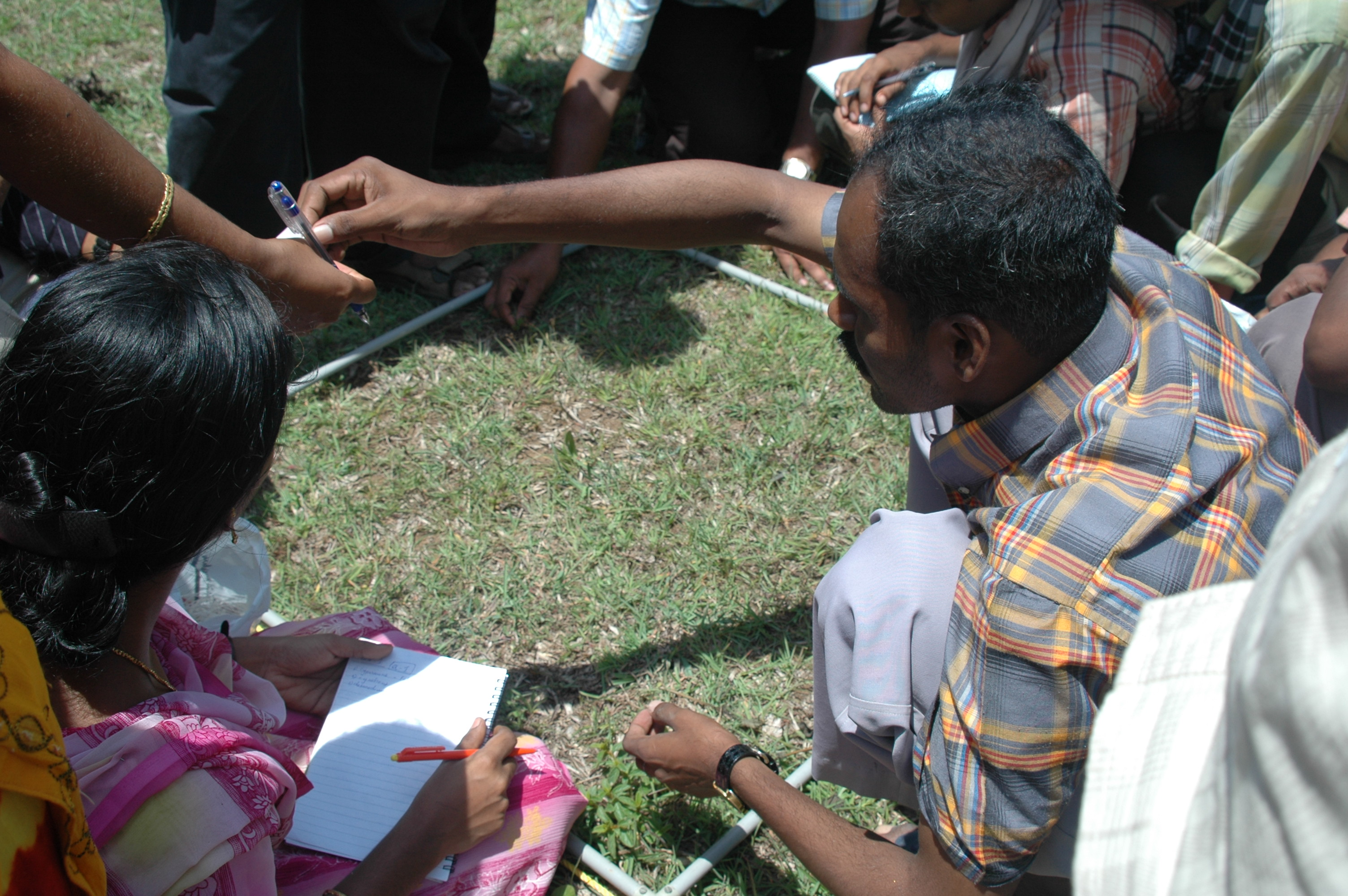
식물학자와 학생들이 방형구를 이용해 종의 분포를 조사하고 있다.

방형구(方形區, 영어: quadrat)는 생태학, 지리학, 생물학에서 특정 항목이 넓은 지역에 어떻게 분포하는지를 연구하기 위해 표준 면적 단위를 설정하는 데 사용되는 틀이다. 방형구는 일반적으로 0.25m²의 면적을 가지며 전통적으로는 정사각형이지만, 현대의 방형구는 직사각형, 원형, 또는 불규칙한 형태일 수도 있다.  방형구는 식물, 느리게 움직이는 동물, 일부 수생 생물을 관찰하거나 샘플링하는 데 적합하다.
사진 방형구(photo-quadrat)는 방형구로 구획된 영역을 사진으로 기록한 것이다. 이 사진은 물리적인 틀을 사용해 조사 구역을 표시할 수도 있고, 고정된 카메라 거리와 렌즈 시야각을 이용해 자동으로 특정 면적을 포함하도록 할 수도 있다. 또한 카메라에 평행하게 장착된 레이저 포인터를 이용해 축척(스케일)을 표시할 수도 있다. 사진은 표면에 수직이 되도록 촬영되며, 표면이 고르지 않은 경우에도 가급적 수직에 가깝게 촬영한다.

## 역사
방형구의 체계적인 사용법은 선구적인 식물 생태학자인 로스코 파운드와 프레더릭 클레먼츠가 1898년부터 1900년 사이에 개발했다. 이 방법은 이후 빠르게 생태학 전반에 걸쳐 식물 천이 연구 등 다양한 목적으로 활용되었다. 아서 탠슬리와 같은 식물학자와 생태학자들도 곧 이 방법을 받아들여 수정 및 발전시켰다.
생태학자 존 언스트 위버는 1918년에 생태학 교육에 방형구 사용을 도입했다.

## 방법
방형구는 연구자들이 넓은 서식지 전체를 포괄적으로 조사하는 것이 불가능하거나 비현실적인 경우, 대표성이 있는 작은 구역에서 유기체를 체계적으로 계수하고, 그 결과를 더 큰 지역으로 추정하기 위해 사용된다. 방형구의 크기는 조사 대상 유기체의 크기와 전체 조사 구역의 규모에 맞게 조정된다. 선택 편향을 피하기 위해 연구자들은 방형구를 조사 지역 전반에 무작위로 배치한다.
장기 연구의 경우, 동일한 방형구를 처음 조사한 후 다시 방문하여 비교할 수 있다. 이러한 조사 지점을 정확히 다시 찾는 방법은 정밀도에 따라 다양하며, 인근의 영구 표식을 기준으로 측정하거나, 토털 스테이션 경위의, 소비자용 GPS, DGPS 등을 활용하기도 한다.